# Liste des distinctions de Grey's Anatomy
Voici la liste de quelques distinctions de la série télévisée américaine Grey's Anatomy.

## AFI Awards
| Année | Prix                                            | Catégorie                        | Nomination     | Résultat |
| ----- | ----------------------------------------------- | -------------------------------- | -------------- | -------- |
| 2006  | 7e cérémonie des American Film Institute Awards | Meilleur programme TV de l'année | Grey's Anatomy | Lauréat  |

## American Latino Media Arts Award
| Année | Prix        | Catégorie                                                     | Nomination   | Résultat   |
| ----- | ----------- | ------------------------------------------------------------- | ------------ | ---------- |
| 2007  | ALMA Awards | Actrice préférée dans un second rôle dans une série télévisée | Sara Ramírez | Nomination |
| 2008  | ALMA Awards | Meilleure actrice dans une série télévisée dramatique         | Sara Ramírez | Nomination |
| 2009  | ALMA Awards | Meilleure actrice dans une série télévisée dramatique         | Sara Ramírez | Nomination |
| 2011  | ALMA Awards | Meilleure actrice dans une série télévisée dramatique         | Sara Ramírez | Nomination |
| 2012  | ALMA Awards | Meilleure actrice dans une mini-série ou un téléfilm          | Sara Ramírez | Nomination |

## BET Awards
| Année | Prix                        | Catégorie         | Nomination     | Résultat   |
| ----- | --------------------------- | ----------------- | -------------- | ---------- |
| 2007  | 7e cérémonie des BET Awards | Meilleure actrice | Chandra Wilson | Nomination |
| 2008  | 8e cérémonie des BET Awards | Meilleure actrice | Chandra Wilson | Nomination |

## BMI Film & TV Awards
| Année | Prix                                   | Catégorie                  | Nomination                                      | Résultat   |
| ----- | -------------------------------------- | -------------------------- | ----------------------------------------------- | ---------- |
| 2005  | 50e cérémonie des BMI Film & TV Awards | Meilleure musique de série | Carim Classmann et Galla Durant du groupe Psapp | Lauréat    |
| 2008  | 52e cérémonie des BMI Film & TV Awards | Meilleure musique de série | Carim Classmann et Galla Durant du groupe Psapp | Lauréat    |
| 2009  | 53e cérémonie des BMI Film & TV Awards | Meilleure musique de série | Carim Classmann et Galla Durant du groupe Psapp | Lauréat    |
| 2011  | 55e cérémonie des BMI Film & TV Awards | Meilleure musique de série | Carim Classmann et Galla Durant du groupe Psapp | Lauréat    |
| 2013  | 57e cérémonie des BMI Film & TV Awards | Meilleure musique de série | Carim Classmann et Galla Durant du groupe Psapp | Nomination |
| 2017  | 61e cérémonie des BMI Film & TV Awards | Meilleure musique de série | Carim Classmann et Galla Durant du groupe Psapp | Lauréat    |

## Casting Society of America
| Année | Prix                                                | Catégorie                                   | Nomination | Résultat   |
| ----- | --------------------------------------------------- | ------------------------------------------- | ---------- | ---------- |
| 2005  | 21e cérémonie des Casting Society of America Awards | Meilleur casting pour un pilote dramatique  | Linda Lowy | Nomination |
| 2006  | 22e cérémonie des Casting Society of America Awards | Meilleur casting pour un épisode dramatique | Linda Lowy | Lauréat    |
| 2007  | 23e cérémonie des Casting Society of America Awards | Meilleur casting pour un épisode dramatique | Linda Lowy | Nomination |

## Critics' Choice Television Awards
| Année | Prix                                               | Catégorie                                 | Nomination     | Résultat   |
| ----- | -------------------------------------------------- | ----------------------------------------- | -------------- | ---------- |
| 2012  | 2e cérémonie des Critics' Choice Television Awards | Meilleur invité dans une série dramatique | Loretta Devine | Nomination |

## Festival de télévision de Monte-Carlo
| Année | Prix                                       | Catégorie                                   | Nomination        | Résultat   |
| ----- | ------------------------------------------ | ------------------------------------------- | ----------------- | ---------- |
| 2007  | Festival de télévision de Monte-Carlo 2007 | Meilleure actrice dans une série dramatique | Sandra Oh         | Nomination |
| 2007  | Festival de télévision de Monte-Carlo 2007 | Meilleur acteur dans une série dramatique   | Patrick Dempsey   | Nomination |
| 2007  | Festival de télévision de Monte-Carlo 2007 | Meilleur acteur dans une série dramatique   | T. R. Knight      | Nomination |
| 2007  | Festival de télévision de Monte-Carlo 2007 | Meilleur acteur dans une série dramatique   | Eric Dane         | Nomination |
| 2007  | Festival de télévision de Monte-Carlo 2007 | Meilleur acteur dans une série dramatique   | Justin Chambers   | Nomination |
| 2007  | Festival de télévision de Monte-Carlo 2007 | Meilleur acteur dans une série dramatique   | Isaiah Washington | Nomination |
| 2007  | Festival de télévision de Monte-Carlo 2007 | Meilleur acteur dans une série dramatique   | James Pickens Jr. | Nomination |
| 2007  | Festival de télévision de Monte-Carlo 2007 | Meilleure actrice dans une série dramatique | Chandra Wilson    | Nomination |

## Genesis Awards
| Année | Prix           | Catégorie                  | Nomination     | Résultat |
| ----- | -------------- | -------------------------- | -------------- | -------- |
| 2009  | Genesis Awards | Meilleure série dramatique | Grey's Anatomy | Lauréat  |

## GLAAD Media Awards
| Année | Prix                                 | Catégorie                   | Nomination               | Résultat   |
| ----- | ------------------------------------ | --------------------------- | ------------------------ | ---------- |
| 2007  | 18e cérémonie des GLAAD Media Awards | Meilleur épisode individuel | épisode 7 de la saison 3 | Lauréat    |
| 2012  | 23e cérémonie des GLAAD Media Awards | Meilleure série dramatique  | Grey's Anatomy           | Lauréat    |
| 2013  | 24e cérémonie des GLAAD Media Awards | Meilleure série dramatique  | Grey's Anatomy           | Nomination |
| 2014  | 25e cérémonie des GLAAD Media Awards | Meilleure série dramatique  | Grey's Anatomy           | Nomination |
| 2015  | 26e cérémonie des GLAAD Media Awards | Meilleure série dramatique  | Grey's Anatomy           | Nomination |
| 2016  | 27e cérémonie des GLAAD Media Awards | Meilleure série dramatique  | Grey's Anatomy           | Nomination |
| 2017  | 28e cérémonie des GLAAD Media Awards | Meilleure série dramatique  | Grey's Anatomy           | Nomination |

## Gold Derby Awards
| Année | Prix                                | Catégorie                                                       | Nomination                                                                 | Résultat   |
| ----- | ----------------------------------- | --------------------------------------------------------------- | -------------------------------------------------------------------------- | ---------- |
| 2006  | 4e cérémonie des Gold Derby Awards  | Meilleur épisode dramatique de l'année                          | Peter Horton et à Shonda Rhimes (épisode 16 et 17 de la saison 2)          | Lauréat    |
| 2006  | 4e cérémonie des Gold Derby Awards  | Meilleure actrice dans un second rôle dans une série dramatique | Chandra Wilson                                                             | Nomination |
| 2006  | 4e cérémonie des Gold Derby Awards  | Meilleure actrice dans un second rôle dans une série dramatique | Sandra Oh                                                                  | Nomination |
| 2006  | 4e cérémonie des Gold Derby Awards  | Meilleure actrice invitée dans une série dramatique             | Monica Keena                                                               | Nomination |
| 2006  | 4e cérémonie des Gold Derby Awards  | Meilleure série dramatique                                      | Grey's Anatomy                                                             | Nomination |
| 2006  | 4e cérémonie des Gold Derby Awards  | Meilleur épisode dramatique de l'année                          | Jeff Melman et Krista Vernoff (épisode : Into You Like a Train)            | Nomination |
| 2006  | 4e cérémonie des Gold Derby Awards  | Meilleur casting de l'année                                     | Grey's Anatomy                                                             | Nomination |
| 2007  | 5e cérémonie des Gold Derby Awards  | Meilleure actrice invitée dans une série dramatique             | Kate Burton                                                                | Lauréat    |
| 2007  | 5e cérémonie des Gold Derby Awards  | Meilleur acteur invité dans une série dramatique                | George Dzundza                                                             | Lauréat    |
| 2007  | 5e cérémonie des Gold Derby Awards  | Meilleure actrice dans un second rôle dans une série dramatique | Chandra Wilson                                                             | Nomination |
| 2007  | 5e cérémonie des Gold Derby Awards  | Meilleure actrice dans un second rôle dans une série dramatique | Sandra Oh                                                                  | Nomination |
| 2007  | 5e cérémonie des Gold Derby Awards  | Meilleure actrice dans un second rôle dans une série dramatique | Katherine Heigl                                                            | Nomination |
| 2007  | 5e cérémonie des Gold Derby Awards  | Meilleur casting de l'année                                     | Grey's Anatomy                                                             | Nomination |
| 2007  | 5e cérémonie des Gold Derby Awards  | Meilleure série dramatique                                      | Grey's Anatomy                                                             | Nomination |
| 2007  | 5e cérémonie des Gold Derby Awards  | Meilleur acteur dans un second rôle dans une série dramatique   | T. R. Knight                                                               | Nomination |
| 2007  | 5e cérémonie des Gold Derby Awards  | Meilleur épisode dramatique de l'année                          | Julie Anne Robinson et Kip Koenig (épisode : "From a Whisper to a Scream") | Nomination |
| 2008  | 6e cérémonie des Gold Derby Awards  | Meilleure actrice invitée dans une série dramatique             | Chandra Wilson                                                             | Lauréat    |
| 2008  | 6e cérémonie des Gold Derby Awards  | Meilleure actrice dans un second rôle dans une série dramatique | Jurnee Smollett-Bell                                                       | Nomination |
| 2009  | 7e cérémonie des Gold Derby Awards  | Meilleure actrice invitée dans une série dramatique             | Bernadette Peters                                                          | Nomination |
| 2010  | 8e cérémonie des Gold Derby Awards  | Meilleure actrice invitée dans une série dramatique             | Sara Gilbert                                                               | Nomination |
| 2012  | 10e cérémonie des Gold Derby Awards | Meilleure actrice dans une série dramatique                     | Ellen Pompeo                                                               | Nomination |
| 2012  | 10e cérémonie des Gold Derby Awards | Meilleure actrice dans un second rôle dans une série dramatique | Sandra Oh                                                                  | Nomination |
| 2012  | 10e cérémonie des Gold Derby Awards | Meilleure actrice invitée dans une série dramatique             | Loretta Devine                                                             | Nomination |

## Golden Globes
| Année | Prix                            | Catégorie                                                                           | Nomination      | Résultat   |
| ----- | ------------------------------- | ----------------------------------------------------------------------------------- | --------------- | ---------- |
| 2006  | 63e cérémonie des Golden Globes | Meilleure actrice dans un second rôle dans une série, une mini-série ou un téléfilm | Sandra Oh       | Lauréat    |
| 2006  | 63e cérémonie des Golden Globes | Meilleur acteur dans une série télévisée dramatique                                 | Patrick Dempsey | Nomination |
| 2006  | 63e cérémonie des Golden Globes | Meilleure série télévisée dramatique                                                | Grey's Anatomy  | Nomination |
| 2007  | 64e cérémonie des Golden Globes | Meilleure série télévisée dramatique                                                | Grey's Anatomy  | Lauréat    |
| 2007  | 64e cérémonie des Golden Globes | Meilleur acteur dans une série télévisée dramatique                                 | Patrick Dempsey | Nomination |
| 2007  | 64e cérémonie des Golden Globes | Meilleure actrice dans une série télévisée dramatique                               | Ellen Pompeo    | Nomination |
| 2007  | 64e cérémonie des Golden Globes | Meilleure actrice dans un second rôle dans une série, une mini-série ou un téléfilm | Katherine Heigl | Nomination |
| 2008  | 65e cérémonie des Golden Globes | Meilleure série télévisée dramatique                                                | Grey's Anatomy  | Nomination |
| 2008  | 65e cérémonie des Golden Globes | Meilleure actrice dans un second rôle dans une série, une mini-série ou un téléfilm | Katherine Heigl | Nomination |

## Golden Maple Awards
| Année | Prix                                 | Catégorie                                                                | Nomination         | Résultat   |
| ----- | ------------------------------------ | ------------------------------------------------------------------------ | ------------------ | ---------- |
| 2016  | 2e cérémonie des Golden Maple Awards | Meilleur acteur dans une série télévisée diffusée aux États-Unis         | Giacomo Gianniotti | Nomination |
| 2016  | 2e cérémonie des Golden Maple Awards | Nouveau venu de l'année dans une série télévisée diffusée aux États-Unis | Giacomo Gianniotti | Nomination |

## Gracie Allen Awards
| Année | Prix                | Catégorie                               | Nomination     | Résultat |
| ----- | ------------------- | --------------------------------------- | -------------- | -------- |
| 2012  | Gracie Allen Awards | Meilleure actrice dans un rôle marquant | Loretta Devine | Lauréat  |

## Grammy Awards
| Année | Prix                            | Catégorie                                                                           | Nomination                          | Résultat   |
| ----- | ------------------------------- | ----------------------------------------------------------------------------------- | ----------------------------------- | ---------- |
| 2012  | 49e cérémonie des Grammy Awards | Meilleur album de bandes sonores pour films, télévisions ou autres supports visuels | Mitchell Leib et Alexandra Patsavas | Nomination |

## Humanitas Prizes
| Année | Prix             | Catégorie                                      | Nomination                                   | Résultat   |
| ----- | ---------------- | ---------------------------------------------- | -------------------------------------------- | ---------- |
| 2010  | Humanitas Prizes | Meilleur scénario dans la catégorie 60 minutes | Peter Nowalk (épisode : Give Peace A Chance) | Nomination |
| 2012  | Humanitas Prizes | Meilleur scénario dans la catégorie 60 minutes | Stacy McKee (épisode : White Wedding)        | Lauréat    |

## Imagen Awards
| Année | Prix                            | Catégorie                                          | Nomination     | Résultat   |
| ----- | ------------------------------- | -------------------------------------------------- | -------------- | ---------- |
| 2007  | 22e cérémonie des Imagen Awards | Meilleure actrice dans un second rôle - Télévision | Sara Ramírez   | Nomination |
| 2012  | 27e cérémonie des Imagen Awards | Meilleur programme Primetime                       | Grey's Anatomy | Nomination |
| 2013  | 28e cérémonie des Imagen Awards | Meilleur programme télévisé Primetime              | Grey's Anatomy | Nomination |

## Motion Picture Sound Editors
| Année | Prix                                                  | Catégorie                                                                   | Nomination                                                                          | Résultat |
| ----- | ----------------------------------------------------- | --------------------------------------------------------------------------- | ----------------------------------------------------------------------------------- | -------- |
| 2012  | 59e cérémonie des Motion Picture Sound Editors Awards | Meilleur édition de son dans un film court de forme musical à la télévision | Jennifer Barak, Carli Barber et Jessica Harrison (pour l'épisode 18 de la saison 7) | Lauréat  |

## MTV Movie & TV Awards
| Année | Prix                       | Catégorie            | Nomination                                                     | Résultat   |
| ----- | -------------------------- | -------------------- | -------------------------------------------------------------- | ---------- |
| 2017  | MTV Movie & TV Awards 2017 | Scène la plus triste | Ellen Pompeo (Meredith raconte à ses enfants la mort de Derek) | Nomination |

## NAACP Image Awards
| Année | Prix                                 | Catégorie                                               | Nomination                                                        | Résultat   |
| ----- | ------------------------------------ | ------------------------------------------------------- | ----------------------------------------------------------------- | ---------- |
| 2006  | 37e cérémonie des NAACP Image Awards | Meilleure série dramatique                              | Grey's Anatomy                                                    | Lauréat    |
| 2006  | 37e cérémonie des NAACP Image Awards | Meilleur acteur dans une série dramatique               | Isaiah Washington                                                 | Lauréat    |
| 2006  | 37e cérémonie des NAACP Image Awards | Meilleur second rôle masculin dans une série dramatique | James Pickens Jr.                                                 | Nomination |
| 2006  | 37e cérémonie des NAACP Image Awards | Meilleur second rôle féminin dans une série dramatique  | Chandra Wilson                                                    | Nomination |
| 2007  | 38e cérémonie des NAACP Image Awards | Meilleure série dramatique                              | Grey's Anatomy                                                    | Lauréat    |
| 2007  | 38e cérémonie des NAACP Image Awards | Meilleur acteur dans une série dramatique               | Isaiah Washington                                                 | Lauréat    |
| 2007  | 38e cérémonie des NAACP Image Awards | Meilleur second rôle féminin dans une série dramatique  | Chandra Wilson                                                    | Lauréat    |
| 2007  | 38e cérémonie des NAACP Image Awards | Meilleur second rôle masculin dans une série dramatique | James Pickens Jr.                                                 | Nomination |
| 2007  | 38e cérémonie des NAACP Image Awards | Meilleur scénario dans une série dramatique             | Shonda Rhimes (pour l'épisode 16 de la saison 2)                  | Lauréat    |
| 2008  | 39e cérémonie des NAACP Image Awards | Meilleure série dramatique                              | Grey's Anatomy                                                    | Lauréat    |
| 2008  | 39e cérémonie des NAACP Image Awards | Meilleure second rôle féminin dans une série dramatique | Chandra Wilson                                                    | Lauréat    |
| 2008  | 39e cérémonie des NAACP Image Awards | Meilleur second rôle masculin dans une série dramatique | James Pickens Jr.                                                 | Nomination |
| 2008  | 39e cérémonie des NAACP Image Awards | Meilleur scénario dans une série dramatique             | Shonda Rhimes et Krista Vernoff (pour l'épisode 1 de la saison 4) | Lauréat    |
| 2009  | 40e cérémonie des NAACP Image Awards | Meilleure série dramatique                              | Grey's Anatomy                                                    | Lauréat    |
| 2009  | 40e cérémonie des NAACP Image Awards | Meilleure actrice dans une série dramatique             | Chandra Wilson                                                    | Lauréat    |
| 2009  | 40e cérémonie des NAACP Image Awards | Meilleur second rôle masculin dans une série dramatique | James Pickens Jr.                                                 | Nomination |
| 2009  | 40e cérémonie des NAACP Image Awards | Meilleur scénario dans une série dramatique             | Shonda Rhimes (épisodes 16 et 17 de la saison 4)                  | Lauréat    |
| 2010  | 41e cérémonie des NAACP Image Awards | Meilleur scénario dans une série dramatique             | Shonda Rhimes (pour l'épisode 22 de la saison 5)                  | Lauréat    |
| 2010  | 41e cérémonie des NAACP Image Awards | Meilleure direction dans une série dramatique           | Chandra Wilson (pour l'épisode 7 de la saison 6)                  | Lauréat    |
| 2010  | 41e cérémonie des NAACP Image Awards | Meilleure série dramatique                              | Grey's Anatomy                                                    | Nomination |
| 2010  | 41e cérémonie des NAACP Image Awards | Meilleure actrice dans une série dramatique             | Sandra Oh                                                         | Nomination |
| 2010  | 41e cérémonie des NAACP Image Awards | Meilleure actrice dans une série dramatique             | Chandra Wilson                                                    | Nomination |
| 2010  | 41e cérémonie des NAACP Image Awards | Meilleur second rôle masculin dans une série dramatique | James Pickens Jr.                                                 | Nomination |
| 2010  | 41e cérémonie des NAACP Image Awards | Meilleur scénario dans une série dramatique             | Zoanne Clack (pour l'épisode "Stand by Me")                       | Nomination |
| 2011  | 42e cérémonie des NAACP Image Awards | Meilleure série dramatique                              | Grey's Anatomy                                                    | Lauréat    |
| 2011  | 42e cérémonie des NAACP Image Awards | Meilleure actrice dans une série dramatique             | Chandra Wilson                                                    | Nomination |
| 2011  | 42e cérémonie des NAACP Image Awards | Meilleur second rôle masculin dans une série dramatique | James Pickens Jr.                                                 | Nomination |
| 2011  | 42e cérémonie des NAACP Image Awards | Meilleur second rôle féminin dans une série dramatique  | Sara Ramírez                                                      | Nomination |
| 2011  | 42e cérémonie des NAACP Image Awards | Meilleur second rôle féminin dans une série dramatique  | Sandra Oh                                                         | Nomination |
| 2012  | 43e cérémonie des NAACP Image Awards | Meilleure série dramatique                              | Grey's Anatomy                                                    | Nomination |
| 2012  | 43e cérémonie des NAACP Image Awards | Meilleur second rôle masculin dans une série dramatique | James Pickens Jr.                                                 | Lauréat    |
| 2012  | 43e cérémonie des NAACP Image Awards | Meilleure actrice dans une série dramatique             | Sandra Oh                                                         | Nomination |
| 2012  | 43e cérémonie des NAACP Image Awards | Meilleure actrice dans une série dramatique             | Chandra Wilson                                                    | Nomination |
| 2012  | 43e cérémonie des NAACP Image Awards | Meilleur scénario dans une série dramatique             | Zoanne Clack (pour l'épisode "I Will Survive")                    | Nomination |
| 2012  | 43e cérémonie des NAACP Image Awards | Meilleur second rôle féminin dans une série dramatique  | Loretta Devine                                                    | Nomination |
| 2013  | 44e cérémonie des NAACP Image Awards | Meilleur second rôle féminin dans une série dramatique  | Loretta Devine                                                    | Lauréat    |
| 2013  | 44e cérémonie des NAACP Image Awards | Meilleure série dramatique                              | Grey's Anatomy                                                    | Nomination |
| 2013  | 44e cérémonie des NAACP Image Awards | Meilleure actrice dans une série dramatique             | Sandra Oh                                                         | Nomination |
| 2013  | 44e cérémonie des NAACP Image Awards | Meilleure actrice dans une série dramatique             | Chandra Wilson                                                    | Nomination |
| 2013  | 44e cérémonie des NAACP Image Awards | Meilleur scénario dans une série dramatique             | Shonda Rhimes (Flight)                                            | Nomination |
| 2013  | 44e cérémonie des NAACP Image Awards | Meilleur scénario dans une série dramatique             | Zoanne Clack (This Magic Moment)                                  | Nomination |
| 2014  | 45e cérémonie des NAACP Image Awards | Meilleure série dramatique                              | Grey's Anatomy                                                    | Nomination |
| 2014  | 45e cérémonie des NAACP Image Awards | Meilleur acteur dans une série dramatique               | James Pickens Jr.                                                 | Nomination |
| 2014  | 45e cérémonie des NAACP Image Awards | Meilleure actrice dans une série dramatique             | Chandra Wilson                                                    | Nomination |
| 2014  | 45e cérémonie des NAACP Image Awards | Meilleur second rôle féminin dans une série dramatique  | Debbie Allen                                                      | Nomination |
| 2015  | 46e cérémonie des NAACP Image Awards | Meilleure série dramatique                              | Grey's Anatomy                                                    | Nomination |
| 2015  | 46e cérémonie des NAACP Image Awards | Meilleur second rôle féminin dans une série dramatique  | Chandra Wilson                                                    | Nomination |
| 2015  | 46e cérémonie des NAACP Image Awards | Meilleur scénario dans une série dramatique             | Zoanne Clack pour You Be Illin'                                   | Nomination |
| 2017  | 48e cérémonie des NAACP Image Awards | Meilleur second rôle masculin dans une série dramatique | Jesse Williams                                                    | Nomination |
| 2019  | 50e cérémonie des NAACP Image Awards | Meilleur second rôle masculin dans une série dramatique | Jesse Williams                                                    | Lauréat    |

## NAMIC Vision Awards
| Année | Prix                | Catégorie                  | Nomination     | Résultat |
| ----- | ------------------- | -------------------------- | -------------- | -------- |
| 2009  | NAMIC Vision Awards | Meilleure série dramatique | Grey's Anatomy | Lauréat  |

## Online Film & Television Association
| Année | Prix                                 | Catégorie                                                                  | Nomination      | Résultat   |
| ----- | ------------------------------------ | -------------------------------------------------------------------------- | --------------- | ---------- |
| 2005  | Online Film & Television Association | Meilleure actrice invitée dans une série dramatique                        | Monica Keena    | Nomination |
| 2005  | Online Film & Television Association | Meilleure réalisation dans une série dramatique                            | Grey's Anatomy  | Nomination |
| 2005  | Online Film & Television Association | Meilleure nouvelle chanson thème d'une série, d'un film ou d'une minisérie | Psapp           | Nomination |
| 2006  | Online Film & Television Association | Meilleur second rôle féminin dans une série dramatique                     | Sandra Oh       | Lauréat    |
| 2006  | Online Film & Television Association | Meilleur second rôle féminin dans une série dramatique                     | Chandra Wilson  | Nomination |
| 2006  | Online Film & Television Association | Meilleure actrice invitée dans une série dramatique                        | Kyle Chandler   | Nomination |
| 2006  | Online Film & Television Association | Meilleure actrice invitée dans une série dramatique                        | Kate Burton     | Nomination |
| 2006  | Online Film & Television Association | Meilleure actrice invitée dans une série dramatique                        | Christina Ricci | Nomination |
| 2006  | Online Film & Television Association | Meilleur casting dans une série dramatique                                 | Grey's Anatomy  | Nomination |
| 2006  | Online Film & Television Association | Meilleur scénario dans une série dramatique                                | Grey's Anatomy  | Nomination |
| 2007  | Online Film & Television Association | Meilleur second rôle féminin dans une série dramatique                     | Katherine Heigl | Nomination |
| 2007  | Online Film & Television Association | Meilleur second rôle féminin dans une série dramatique                     | Sandra Oh       | Nomination |
| 2007  | Online Film & Television Association | Meilleur second rôle féminin dans une série dramatique                     | Chandra Wilson  | Nomination |
| 2012  | Online Film & Television Association | Meilleure actrice invitée dans une série dramatique                        | Loretta Devine  | Nomination |

## People's Choice Awards
| Année | Prix                                     | Catégorie                                             | Nomination                      | Résultat   |
| ----- | ---------------------------------------- | ----------------------------------------------------- | ------------------------------- | ---------- |
| 2007  | 33e cérémonie des People's Choice Awards | Meilleur acteur dans une série                        | Patrick Dempsey                 | Lauréat    |
| 2007  | 33e cérémonie des People's Choice Awards | Meilleure série dramatique                            | Grey's Anatomy                  | Lauréat    |
| 2008  | 34e cérémonie des People's Choice Awards | Meilleure actrice dans une série                      | Katherine Heigl                 | Lauréat    |
| 2008  | 34e cérémonie des People's Choice Awards | Meilleur acteur dans une série                        | Patrick Dempsey                 | Lauréat    |
| 2008  | 34e cérémonie des People's Choice Awards | Meilleure scène de vol                                | Chandra Wilson                  | Lauréat    |
| 2010  | 36e cérémonie des People's Choice Awards | Meilleure actrice dans une série dramatique           | Katherine Heigl                 | Lauréat    |
| 2010  | 36e cérémonie des People's Choice Awards | Meilleur acteur dans une série dramatique             | Patrick Dempsey                 | Nomination |
| 2010  | 36e cérémonie des People's Choice Awards | Meilleure série dramatique                            | Grey's Anatomy                  | Nomination |
| 2011  | 37e cérémonie des People's Choice Awards | Meilleure série dramatique                            | Grey's Anatomy                  | Nomination |
| 2011  | 37e cérémonie des People's Choice Awards | Meilleure guest-star                                  | Demi Lovato                     | Lauréat    |
| 2011  | 37e cérémonie des People's Choice Awards | Meilleure actrice dans une série dramatique           | Sandra Oh                       | Nomination |
| 2011  | 37e cérémonie des People's Choice Awards | Meilleur acteur dans une série dramatique             | Patrick Dempsey                 | Nomination |
| 2011  | 37e cérémonie des People's Choice Awards | Meilleur médecin dans une série                       | Sandra Oh                       | Nomination |
| 2011  | 37e cérémonie des People's Choice Awards | Meilleur médecin dans une série                       | Patrick Dempsey                 | Nomination |
| 2011  | 37e cérémonie des People's Choice Awards | Meilleur médecin dans une série                       | Ellen Pompeo                    | Nomination |
| 2012  | 38e cérémonie des People's Choice Awards | Meilleure série dramatique                            | Grey's Anatomy                  | Nomination |
| 2012  | 38e cérémonie des People's Choice Awards | Meilleur acteur dans une série dramatique             | Patrick Dempsey                 | Nomination |
| 2012  | 38e cérémonie des People's Choice Awards | Meilleure actrice dans une série dramatique           | Ellen Pompeo                    | Nomination |
| 2013  | 39e cérémonie des People's Choice Awards | Meilleure série dramatique                            | Grey's Anatomy                  | Lauréat    |
| 2013  | 39e cérémonie des People's Choice Awards | Meilleure actrice dans une série dramatique           | Ellen Pompeo                    | Nomination |
| 2014  | 40e cérémonie des People's Choice Awards | Meilleure série dramatique                            | Grey's Anatomy                  | Nomination |
| 2014  | 40e cérémonie des People's Choice Awards | Meilleur acteur dans une série dramatique             | Patrick Dempsey                 | Nomination |
| 2014  | 40e cérémonie des People's Choice Awards | Meilleure actrice dans une série dramatique           | Sandra Oh                       | Nomination |
| 2014  | 40e cérémonie des People's Choice Awards | Meilleur duo ou groupe d'amis féminin préféré         | Meredith Grey et Cristina Yang  | Nomination |
| 2014  | 40e cérémonie des People's Choice Awards | Meilleure alchimie à l'écran préférée                 | Derek Shepherd et Meredith Grey | Nomination |
| 2015  | 41e cérémonie des People's Choice Awards | Meilleure série dramatique d'un network               | Grey's Anatomy                  | Lauréat    |
| 2015  | 41e cérémonie des People's Choice Awards | Meilleur acteur dans une série dramatique             | Patrick Dempsey                 | Lauréat    |
| 2015  | 41e cérémonie des People's Choice Awards | Meilleur acteur dans une série dramatique             | Justin Chambers                 | Nomination |
| 2015  | 41e cérémonie des People's Choice Awards | Meilleur acteur dans une série dramatique             | Jesse Williams                  | Nomination |
| 2015  | 41e cérémonie des People's Choice Awards | Meilleure actrice dans une série dramatique           | Ellen Pompeo                    | Lauréat    |
| 2015  | 41e cérémonie des People's Choice Awards | Meilleur personnage de télévision qui va nous manquer | Sandra Oh                       | Lauréat    |
| 2016  | 42e cérémonie des People's Choice Awards | Meilleure série télévisée préférée                    | Grey's Anatomy                  | Nomination |
| 2016  | 42e cérémonie des People's Choice Awards | Meilleure série dramatique préférée                   | Grey's Anatomy                  | Lauréat    |
| 2016  | 42e cérémonie des People's Choice Awards | Meilleur acteur dans une série dramatique             | Justin Chambers                 | Nomination |
| 2016  | 42e cérémonie des People's Choice Awards | Meilleur acteur dans une série dramatique             | Jesse Williams                  | Nomination |
| 2016  | 42e cérémonie des People's Choice Awards | Meilleure actrice dans une série dramatique           | Ellen Pompeo                    | Lauréat    |
| 2016  | 42e cérémonie des People's Choice Awards | Meilleure actrice dans une série dramatique           | Sara Ramírez                    | Nomination |
| 2017  | 43e cérémonie des People's Choice Awards | Série préférée                                        | Grey's Anatomy                  | Nomination |
| 2017  | 43e cérémonie des People's Choice Awards | Série dramatique préférée                             | Grey's Anatomy                  | Lauréat    |
| 2017  | 43e cérémonie des People's Choice Awards | Meilleure actrice dans une série dramatique           | Ellen Pompeo                    | Nomination |
| 2017  | 43e cérémonie des People's Choice Awards | Meilleur acteur dans une série dramatique             | Jesse Williams                  | Nomination |
| 2017  | 43e cérémonie des People's Choice Awards | Meilleur acteur dans une série dramatique             | Justin Chambers                 | Nomination |
| 2018  | 44e cérémonie des People's Choice Awards | Star de série télévisée dramatique de l'année         | Ellen Pompeo                    | Nomination |
| 2018  | 44e cérémonie des People's Choice Awards | Star féminine de série télévisée de l'année           | Ellen Pompeo                    | Nomination |
| 2018  | 44e cérémonie des People's Choice Awards | Meilleure série télévisée dramatique de l'année       | Grey's Anatomy                  | Nomination |
| 2018  | 44e cérémonie des People's Choice Awards | Meilleure série télévisée de l'année                  | Grey's Anatomy                  | Nomination |
| 2018  | 44e cérémonie des People's Choice Awards | Meilleur acteur dans une série dramatique             | Justin Chambers                 | Nomination |

## Primetime Emmy Awards
| Année | Prix                                    | Catégorie                                                                                            | Nomination                                                      | Résultat   |
| ----- | --------------------------------------- | --- | --------------------------------------------------------------- | ---------- |
| 2005  | 57e cérémonie des Primetime Emmy Awards | Meilleure actrice dans un second rôle dans une série dramatique                                      | Sandra Oh                                                       | Nomination |
| 2005  | 57e cérémonie des Primetime Emmy Awards | Meilleur casting dans une série dramatique                                                           | Linda Lowy et John Brace                                        | Nomination |
| 2005  | 57e cérémonie des Primetime Emmy Awards | Meilleure réalisation pour une série télévisée dramatique                                            | Peter Horton (épisode 1.01)                                     | Nomination |
| 2006  | 58e cérémonie des Primetime Emmy Awards | Meilleur casting dans une série dramatique                                                           | Linda Lowy et John Brace                                        | Lauréat    |
| 2006  | 58e cérémonie des Primetime Emmy Awards | Meilleure série télévisée dramatique                                                                 | Grey's Anatomy                                                  | Nomination |
| 2006  | 58e cérémonie des Primetime Emmy Awards | Meilleure actrice dans un second rôle dans une série dramatique                                      | Sandra Oh                                                       | Nomination |
| 2006  | 58e cérémonie des Primetime Emmy Awards | Meilleure actrice dans un second rôle dans une série dramatique                                      | Chandra Wilson                                                  | Nomination |
| 2006  | 58e cérémonie des Primetime Emmy Awards | Meilleure actrice invitée dans une série télévisée dramatique                                        | Kate Burton                                                     | Nomination |
| 2006  | 58e cérémonie des Primetime Emmy Awards | Meilleure actrice invitée dans une série télévisée dramatique                                        | Christina Ricci                                                 | Nomination |
| 2006  | 58e cérémonie des Primetime Emmy Awards | Meilleur acteur invité dans une série télévisée dramatique                                           | Kyle Chandler                                                   | Nomination |
| 2006  | 58e cérémonie des Primetime Emmy Awards | Meilleur scénario pour une série télévisée dramatique                                                | Shonda Rhimes (épisodes 2.15-16)                                | Nomination |
| 2006  | 58e cérémonie des Primetime Emmy Awards | Meilleur scénario pour une série télévisée dramatique                                                | Krista Vernoff (épisode 2.06)                                   | Nomination |
| 2007  | 59e cérémonie des Primetime Emmy Awards | Meilleure actrice dans un second rôle dans une série dramatique                                      | Katherine Heigl                                                 | Lauréat    |
| 2007  | 59e cérémonie des Primetime Emmy Awards | Meilleure actrice dans un second rôle dans une série dramatique                                      | Sandra Oh                                                       | Nomination |
| 2007  | 59e cérémonie des Primetime Emmy Awards | Meilleure actrice dans un second rôle dans une série dramatique                                      | Chandra Wilson                                                  | Nomination |
| 2007  | 59e cérémonie des Primetime Emmy Awards | Meilleur acteur dans un second rôle dans une série dramatique                                        | T. R. Knight                                                    | Nomination |
| 2007  | 59e cérémonie des Primetime Emmy Awards | Meilleur casting dans une série dramatique                                                           | Linda Lowy et John Brace                                        | Nomination |
| 2007  | 59e cérémonie des Primetime Emmy Awards | Meilleure actrice invitée dans une série télévisée dramatique                                        | Kate Burton                                                     | Nomination |
| 2007  | 59e cérémonie des Primetime Emmy Awards | Meilleure actrice invitée dans une série télévisée dramatique                                        | Elizabeth Reaser                                                | Nomination |
| 2008  | 60e cérémonie des Primetime Emmy Awards | Meilleure actrice dans un second rôle dans une série dramatique                                      | Sandra Oh                                                       | Nomination |
| 2008  | 60e cérémonie des Primetime Emmy Awards | Meilleure actrice dans un second rôle dans une série dramatique                                      | Chandra Wilson                                                  | Nomination |
| 2008  | 60e cérémonie des Primetime Emmy Awards | Meilleure actrice invitée dans une série télévisée dramatique                                        | Diahann Carroll                                                 | Nomination |
| 2009  | 61e cérémonie des Primetime Emmy Awards | Meilleure actrice dans un second rôle dans une série dramatique                                      | Sandra Oh                                                       | Nomination |
| 2009  | 61e cérémonie des Primetime Emmy Awards | Meilleure actrice dans un second rôle dans une série dramatique                                      | Chandra Wilson                                                  | Nomination |
| 2009  | 61e cérémonie des Primetime Emmy Awards | Meilleure actrice invitée dans une série télévisée dramatique                                        | Sharon Lawrence                                                 | Nomination |
| 2010  | 62e cérémonie des Primetime Emmy Awards | Meilleur maquillage pour une série à caméra unique                                                   | Équipe maquillage (pour l'épisode 18 de la saison 6)            | Lauréat    |
| 2010  | 62e cérémonie des Primetime Emmy Awards | Meilleur maquillage pour une minisérie, un téléfilm ou un programme spécial                          | Équipe maquillage (pour l'épisode 21 de la saison 6)            | Nomination |
| 2011  | 63e cérémonie des Primetime Emmy Awards | Meilleure actrice invitée dans une série télévisée dramatique                                        | Loretta Devine                                                  | Lauréat    |
| 2011  | 63e cérémonie des Primetime Emmy Awards | Meilleur maquillage pour une série, une minisérie, un téléfilm ou un programme spécial - Prothésique | Équipe maquillage (pour l'épisode "Superfreak")                 | Nomination |
| 2011  | 63e cérémonie des Primetime Emmy Awards | Meilleure réussite en télévision interactive dans un programme spécifique                            | American Broadcasting Company Nielsen Business Media Shondaland | Nomination |
| 2012  | 64e cérémonie des Primetime Emmy Awards | Meilleure actrice invitée dans une série télévisée dramatique                                        | Loretta Devine                                                  | Nomination |

## Prism Awards
| Année | Prix         | Catégorie                                                                                    | Nomination                      | Résultat   |
| ----- | ------------ | -------------------------------------------------------------------------------------------- | ------------------------------- | ---------- |
| 2008  | Prism Awards | Meilleur épisode dramatique                                                                  | épisode 2 de la saison 4        | Lauréat    |
| 2008  | Prism Awards | Meilleure performance dans un épisode d'une série dramatique                                 | Ben Vereen                      | Lauréat    |
| 2008  | Prism Awards | Meilleure performance dans un épisode d'une série dramatique                                 | Justin Chambers                 | Nomination |
| 2009  | Prism Awards | Meilleur épisode dramatique - Santé mentale                                                  | épisode "Freedom" partie 1 et 2 | Nomination |
| 2009  | Prism Awards | Meilleure performance dans un scénario de multi-épisodes dans une série dramatique           | Justin Chambers                 | Nomination |
| 2009  | Prism Awards | Meilleure performance dans un scénario de multi-épisodes dans une série dramatique           | Elizabeth Reaser                | Nomination |
| 2010  | Prism Awards | Meilleure performance dans un scénario de multi-épisodes dans une série dramatique           | Kevin McKidd                    | Lauréat    |
| 2011  | Prism Awards | Meilleur épisode dramatique - Santé mentale                                                  | épisode "Suicide Is Painless"   | Lauréat    |
| 2011  | Prism Awards | Meilleure performance dans un épisode d'une série dramatique                                 | Kevin McKidd                    | Nomination |
| 2014  | Prism Awards | Meilleure performance masculine dans un scénario de multi-épisodes dans une série dramatique | Justin Chambers                 | Lauréat    |
| 2014  | Prism Awards | Meilleure performance féminine dans un scénario de multi-épisodes dans une série dramatique  | Chandra Wilson                  | Lauréat    |
| 2014  | Prism Awards | Meilleure performance masculine dans une série dramatique                                    | James Remar                     | Nomination |
| 2014  | Prism Awards | Meilleure série dramatique - scénario multi-épisodes - Santé mentale                         | Grey's Anatomy                  | Nomination |
| 2014  | Prism Awards | Meilleure série dramatique Storyline multi-épisodes - Consommation de drogue                 | Grey's Anatomy                  | Nomination |

## Producers Guild of America Awards
| Année | Prix                                                | Catégorie                                                                      | Nomination     | Résultat |
| ----- | --------------------------------------------------- | ------------------------------------------------------------------------------ | -------------- | -------- |
| 2007  | 18e cérémonie des Producers Guild of America Awards | Meilleure production d'un épisode à la télévision dans la catégorie dramatique | Grey's Anatomy | Lauréat  |

## Satellite Awards
| Année | Prix                               | Catégorie                                             | Nomination     | Résultat   |
| ----- | ---------------------------------- | ----------------------------------------------------- | -------------- | ---------- |
| 2005  | 10e cérémonie des Satellite Awards | Meilleure série télévisée dramatique                  | Grey's Anatomy | Nomination |
| 2005  | 10e cérémonie des Satellite Awards | Meilleure actrice dans un second rôle                 | Sandra Oh      | Nomination |
| 2006  | 11e cérémonie des Satellite Awards | Meilleure distribution                                | Grey's Anatomy | Lauréat    |
| 2007  | 12e cérémonie des Satellite Awards | Meilleure série dramatique                            | Grey's Anatomy | Nomination |
| 2007  | 12e cérémonie des Satellite Awards | Meilleure actrice dans une série télévisée dramatique | Ellen Pompeo   | Lauréat    |
| 2007  | 12e cérémonie des Satellite Awards | Meilleur acteur dans un second rôle                   | T. R. Knight   | Nomination |
| 2007  | 12e cérémonie des Satellite Awards | Meilleure actrice dans un second rôle                 | Chandra Wilson | Nomination |
| 2008  | 13e cérémonie des Satellite Awards | Meilleure actrice dans un second rôle                 | Chandra Wilson | Nomination |

## Screen Actors Guild Awards
| Année | Prix                                         | Catégorie                                   | Nomination      | Résultat   |
| ----- | -------------------------------------------- | ------------------------------------------- | --------------- | ---------- |
| 2006  | 12e cérémonie des Screen Actors Guild Awards | Meilleure actrice dans une série dramatique | Sandra Oh       | Lauréat    |
| 2006  | 12e cérémonie des Screen Actors Guild Awards | Meilleur acteur dans une série dramatique   | Patrick Dempsey | Nomination |
| 2006  | 12e cérémonie des Screen Actors Guild Awards | Meilleur casting dans une série dramatique  | Grey's Anatomy  | Nomination |
| 2007  | 13e cérémonie des Screen Actors Guild Awards | Meilleure actrice dans une série dramatique | Chandra Wilson  | Lauréat    |
| 2007  | 13e cérémonie des Screen Actors Guild Awards | Meilleure casting dans une série dramatique | Grey's Anatomy  | Lauréat    |
| 2008  | 14e cérémonie des Screen Actors Guild Awards | Meilleure casting dans une série dramatique | Grey's Anatomy  | Nomination |

## Teen Choice Awards
| Année | Prix                                 | Catégorie                                               | Nomination      | Résultat   |
| ----- | ------------------------------------ | ------------------------------------------------------- | --------------- | ---------- |
| 2005  | 7e cérémonie des Teen Choice Awards  | Meilleur série télévisée dramatique                     | Grey's Anatomy  | Nomination |
|       |                                      | Meilleure révélation masculine dans une série télévisée | Justin Chambers | Nomination |
|       |                                      | Meilleure révélation féminine dans une série télévisée  | Ellen Pompeo    | Nomination |
| 2006  | 8e cérémonie des Teen Choice Awards  | Meilleur série télévisée dramatique                     | Grey's Anatomy  | Nomination |
| 2006  | 8e cérémonie des Teen Choice Awards  | Meilleure actrice dans une série télévisée              | Ellen Pompeo    | Nomination |
| 2006  | 8e cérémonie des Teen Choice Awards  | Meilleur acteur dans une série dramatique               | Patrick Dempsey | Nomination |
| 2006  | 8e cérémonie des Teen Choice Awards  | Meilleure actrice dans une série dramatique             | Katherine Heigl | Nomination |
| 2006  | 8e cérémonie des Teen Choice Awards  | Meilleure alchimie dans une série télévisée             | Grey's Anatomy  | Nomination |
| 2007  | 9e cérémonie des Teen Choice Awards  | Meilleur série télévisée dramatique                     | Grey's Anatomy  | Lauréat    |
| 2007  | 9e cérémonie des Teen Choice Awards  | Meilleure actrice dans une série dramatique             | Katherine Heigl | Nomination |
| 2008  | 10e cérémonie des Teen Choice Awards | Meilleur série télévisée dramatique                     | Grey's Anatomy  | Nomination |
| 2008  | 10e cérémonie des Teen Choice Awards | Meilleur acteur dans une série télévisée dramatique     | Patrick Dempsey | Nomination |
| 2008  | 10e cérémonie des Teen Choice Awards | Meilleure actrice dans une série télévisée dramatique   | Katherine Heigl | Nomination |
| 2009  | 11e cérémonie des Teen Choice Awards | Meilleur série télévisée dramatique                     | Grey's Anatomy  | Nomination |
| 2010  | 12e cérémonie des Teen Choice Awards | Meilleur série télévisée dramatique                     | Grey's Anatomy  | Nomination |
| 2015  | 17e cérémonie des Teen Choice Awards | Meilleur série télévisée dramatique                     | Grey's Anatomy  | Nomination |
| 2016  | 18e cérémonie des Teen Choice Awards | Meilleur série télévisée dramatique                     | Grey's Anatomy  | Nomination |
| 2017  | 19e cérémonie des Teen Choice Awards | Meilleur acteur dans une série télévisée dramatique     | Jesse Williams  | Nomination |
| 2018  | 20e cérémonie des Teen Choice Awards | Meilleur acteur dans une série télévisée dramatique     | Jesse Williams  | Nomination |

## Television Critics Association Awards
| Année | Prix                                                    | Catégorie                     | Nomination     | Résultat |
| ----- | ------------------------------------------------------- | ----------------------------- | -------------- | -------- |
| 2006  | 22e cérémonie des Television Critics Association Awards | Meilleur programme de l'année | Grey's Anatomy | Lauréat  |

## Writers Guild of America
| Année | Prix                                              | Catégorie                           | Nomination     | Résultat   |
| ----- | ------------------------------------------------- | ----------------------------------- | -------------- | ---------- |
| 2006  | 58e cérémonie des Writers Guild of America Awards | Meilleure nouvelle série dramatique | Grey's Anatomy | Lauréat    |
| 2006  | 58e cérémonie des Writers Guild of America Awards | Meilleure série dramatique          | Grey's Anatomy | Nomination |

## Young Artist Awards
| Année | Prix                                  | Catégorie                                                                                               | Nomination         | Résultat   |
| ----- | ------------------------------------- | --- | ------------------ | ---------- |
| 2010  | 31e cérémonie des Young Artist Awards | Meilleure performance dans une série TV par une jeune actrice                                           | Mary-Charles Jones | Nomination |
| 2014  | 35e cérémonie des Young Artist Awards | Meilleure performance dans une série TV par une jeune actrice âgée de 11 à 13 ans                       | Lexi DiBenedetto   | Lauréat    |
| 2014  | 35e cérémonie des Young Artist Awards | Meilleure performance dans une série TV par un jeune acteur âgé de 17 à 21 ans                          | Evan Crooks        | Lauréat    |
| 2015  | 36e cérémonie des Young Artist Awards | Meilleure performance dans une série TV dans un rôle récurrent par un jeune âgé de 10 ans et moins pour | Thomas Barbusca    | Lauréat    |
| 2015  | 36e cérémonie des Young Artist Awards | Meilleure performance dans une série TV dans un rôle récurrent par un jeune âgé de 10 ans et moins pour | Armani Jackson     | Nomination |
| 2016  | 37e cérémonie des Young Artist Awards | Meilleure performance dans une série TV par un jeune âgé de 14 à 21 ans                                 | Mandalynn Carlson  | Lauréat    |
| 2017  | 38e cérémonie des Young Artist Awards | Meilleure performance d'un acteur invité dans une série télévisée                                       | Gunnar Goldberg    | Nomination |
| 2017  | 38e cérémonie des Young Artist Awards | Meilleure actrice récurrente dans une série télévisée                                                   | Asia Monet Ray     | Nomination |
| 2017  | 38e cérémonie des Young Artist Awards | Meilleure actrice récurrente dans une série télévisée                                                   | Grey's Anatomy     | Lauréat    |
| 2018  | 39e cérémonie des Young Artist Awards | Meilleure performance dans une série dans un rôle féminin récurrent                                     | Eva Ariel Binder   | Nomination |